# 澤田正二郎
澤田 正二郞（さわだ しょうじろう、新字体：沢田 正二郎、1892年〈明治25年〉5月27日 - 1929年〈昭和4年〉3月4日）は、大正から昭和初期に活躍した大衆演劇の人気役者。劇団新国劇を創設して座長を務め、澤正（さわしょう）と呼ばれて広く親しまれた。

## 来歴

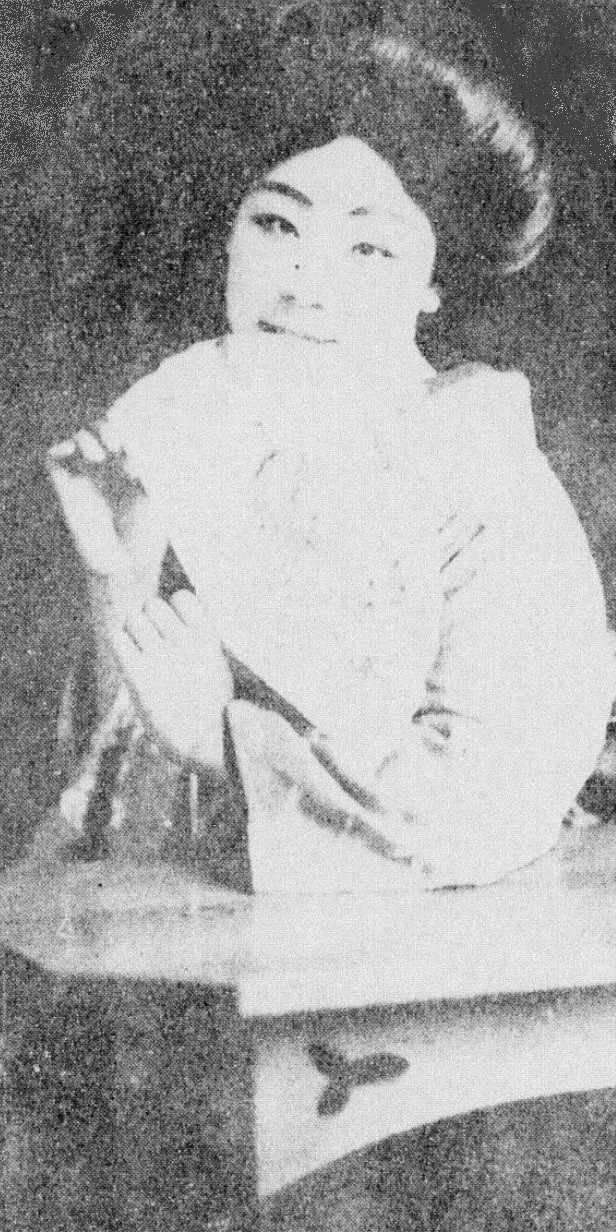
妻の渡瀬淳子

澤田正弘・寿々子の第3子として、滋賀県大津市の三井寺の近くに生まれる。収税吏の父が2歳のときに没して一家は上京し、1898年（明治31年）、車坂（現：東京都台東区上野七丁目）にあった下谷小学校（1990年に台東区立上野小学校へ統合）へ入学した。
1903年（明治36年）、開成中学校へ進み、翌年の陸軍中央幼年学校の受験は、近視により失敗した。
この頃から浅草の開盛座にて、幕末動乱を舞台とした演劇で、勤王の士と佐幕党の立ち廻りを見て喜ぶようになった。1908年（明治41年）（16歳）、一高受験に失敗。本郷森川町で浪人生活を送る。自由劇場の『ジョン・ガブリエル・ボルクマン』を見て新劇俳優を目指し、翌年に早稲田大学文科予科へ入り、1911年（明治44年）、坪内逍遙の文芸協会附属演劇研究所の2期生となって、同年末、端役で帝国劇場の舞台を踏んだ。
1913年（大正2年）（21歳）、同研究所の全課程を終え、島村抱月、松井須磨子らの芸術座に参加したが、1914年（大正3年）に脱退。脱退仲間の秋田雨雀らと新時代劇協会（第二次）を作った。1915年（大正4年）に早稲田大学を卒業し、上山草人・伊庭孝らの近代劇協会に加わった。

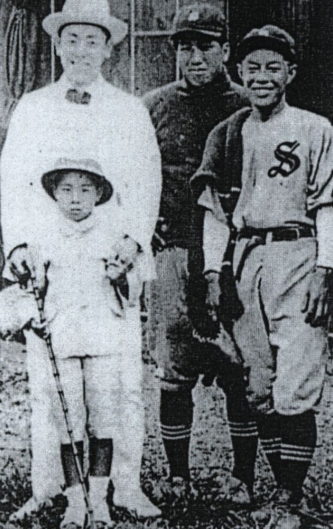
新国劇時代の斎藤三郎（右）と澤田正二郎（左後）、澤田正太郎（左前）、サトウハチロー（中）。1925年頃。

同年、女優の渡瀬淳子と結婚し、1926年（昭和元年）に離婚するまでに、桃代と正太郎の二子を得た。離婚後は芸術座に復帰。その後は同僚の久松喜世子を事実上の妻とした。
長男の正太郎（1916年～1996年）は画家となり、新国劇の稽古場があった田端に構えた自宅兼アトリエは2023年（令和5年）に澤田正太郎記念館として公開された。

### 新国劇の結成
1917年（大正6年）に芸術座を再び脱退し、倉橋仙太郎、田中介二、金井謹之助、渡瀨淳子らと、11人で「新国劇」を結成した。座名は坪内逍遙の選によった。歌舞伎・新派と新劇との間の大衆演劇を目指し、正二郎が座長を務め、演出を受け持った。しかし、
同年4月18日から21日にかけて新富座で行った旗揚げ公演は失敗、6月の京都南座の興行も不入りで、ようやく7月の大阪角座で機敏な運びが注目され、松竹社長白井松次郎の提案により、弁天座を本拠に松竹の給料を貰うようになった。そして8月の『深川音頭』で当てた。
1918年（大正7年）、白井が座付作者に起用した行友李風の『金山颪』『月形半平太』『国定忠治』などの剣劇ものが熱狂的に受けた。乱闘劇は創団の本旨でなかったが、120人に膨れた座員を養う都合もあった。
1920年（大正9年）の『井伊大老の死』の成功は、客に喜ばれながら芸術的に向上して行くという『演劇半歩主義』の、まさに「半歩」だった。そして大阪での人気を背に上京し、『大菩薩峠』で東京の劇壇を席捲した。
1921年（大正10年）、現代劇『懐かしき力』が、松竹蒲田で佐々木杢郎監督によって映画化、澤田が主演する。
1922年（大正11年）、30歳で松竹から常盤興行へ移り、浅草の公園劇場を本拠とした。また、翌年の関東大震災まで、『新国劇附属演劇研究所』を開いて俳優を育てた。また、『勧進帖』を演じた際に、『勧進帳』の3字目を変えたのは、市川團十郎家への遠慮である。
翌1923年（大正12年）も、『大菩薩峠』全三篇の連続上演などで盛況を続けたが、公園劇場の8月興行中に象潟事件に巻き込まれる。大部屋で劇団員と警官が乱闘になり、多数が検挙。参考人のつもりで象潟警察署に出頭した澤田も検挙された。この乱闘は、車座で寿司を食べていた俳優の姿を、巡回に来た刑事が花札賭博をしているものと誤認したことが契機だった。自伝『苦闘の跡』には冤罪とある。そして拘留中に関東大震災が発生、東京都内の劇場はほとんど倒壊・焼失した。半月余り後の9月17日 - 19日、正二郎の企画に文芸協会が主催を引き受け新聞各社が後援し、日比谷公園野外音楽堂で「大震災罹災市民慰安野外公演」を開催、『勧進帳』などを無料で上演した。廃墟から数万人が集まった。そして地方巡業へ出て東京に戻って、公園劇場の焼け跡に張った「天幕劇場」で公演するなど、機敏に動いた。
1924年（大正13年）、出演中の演技座が火災で焼失した時は、直ちに両国国技館に同じ外題を並べて公演を続けた。この年、『苦闘の跡』を出版した。
1925年（大正14年）には、邦楽座、帝国劇場、新橋演舞場に進出して、大入り満員を続け、1926年（大正15年／昭和元年）の『白野弁十郎』では新機軸を見せた。同年に上演したシェイクスピアの『コリオレイナス』は、この年の3月6日（現地時間）に炎上したイングランドのシェイクスピア記念劇場への義捐金集めの興行だった。同年、新国劇の出し物の『国定忠治』『恩讐の彼方に』が、東亜キネマで牧野省三監督によって映画化される。さらに『月形半平太』が聯合映画芸術家協会の下、衣笠貞之助監督によって映画化。正二郎はこれら全てに主演。『月形半平太』はのちに各社で連作されるが、これが第一回映画化作品である。
1927年（昭和2年）には、「新国劇十周年記念」の公演を続けた。
1929年（昭和4年）2月11日、新橋演舞場に出演中に急性中耳炎を病んで日本橋安井病院に入院。手術を経て加療を続け、座長なしの公演を病院から励ました。2月28日、脳膜炎を発症して意識不明となると、座員、六代目尾上菊五郎、初代中村吉右衛門、大谷竹二郎、菊池寛らが正二郎の病床に駆けつけた。大勢のファンが病院を囲み、正二郎は3月4日に没した。死因は急性化膿性脳膜炎だった。

## エピソード
「新国劇」として、舞台に激しいチャンバラ（剣戟）を持ち込んだのは正二郎である。正二郎は1925年（大正14年）に『国定忠治』『恩讐の彼方に』『月形半平太』と三本の剣戟映画に出演しているが、これらの映画は劇団の関西公演の合間に撮ったものだった。
『国定忠治』『恩讐の彼方に』の2本を監督したマキノ省三は沢正のファンだった。マキノ雅弘によると、当時の活動大写真（映画）にチャンバラ、大殺陣の要素が大きく加わったのは、新国劇の正二郎の影響だった。マキノ省三にとって、正二郎のリアルで激しい立ち回りは一つの夢だったという。
正二郎の劇団には、名殺陣師と謳われた段平がおり、稲垣浩によると、映画で「殺陣師」というものが表面に出てきたのは、この正二郎主演の映画辺りからだという。
正二郎の葬儀は谷中斎場で営まれ、日比谷公園新音楽堂で催された告別追悼会では、菊池寛が司会し、山田耕筰が追悼の曲を指揮し、その盛大な葬儀では、時の首相・田中義一、坪内逍遙、頭山満、高田早苗早稲田大学総長らが弔辞を贈っている。墓所は谷中霊園の甲3号1側にある。

## 主な出演

### 舞台
各項末尾の ( ) 内の数字は、上演の西暦年次と月、また、/ 印の後は二の替わりの演目である。
- 『モンナ・ヴァンナ』（メーテルリンク作、島村抱月訳）、有楽座（芸術座の公演、プリンチヴァル役）(1913.9)
- 『サロメ』（オスカー・ワイルド作、中村吉蔵訳）、帝国劇場（芸術座の公演、ヨカナーン役）(1913.12)
- 『平和祭』（ハウプトマン作、楠山正雄訳）、『埋もれた春』（秋田雨雀作）、『博多小女郎波枕』（田中介二作）、有楽座（美術劇場の公演）(1914.4)
- 『牛乳屋の兄弟』（久米正雄作）、『和泉屋染物店』（木下杢太郎作、『死骸の哄笑』（長田秀雄作、有楽座（第二次新時代劇協会の公演）(1914.9)
- 『処女』（ヘッベル作、吹田芦風訳）、『チョコレート兵隊』（バーナード・ショー作、伊庭孝訳）、本郷座（PM公演社の公演）(1914.11)
- 『役者の妻』（伊庭孝脚色）、演技座（近代劇協会の公演、玉川彦四郎とヨカナーン役）(1915.3)
- 『金色夜叉』（尾崎紅葉作）、演技座（近代劇協会の公演、荒尾譲介役）(1915.7)
- 『桜の園』（チェーホフ作、伊東六郎訳）、帝国劇場（近代劇協会の公演、ガーエフ役）(1915.8)
- 『清盛と仏御前』（島村抱月作）、（芸術座の公演、清盛役）(1916.1)
- 『オイディプス王』（ソポクレス作、中村吉蔵訳）、野外（芸術座の公演、オイディプス役）(1916.5）
- 『お艶殺し』（谷崎潤一郎作）、新富座（芸術座の公演）(1917.3)

以下、新国劇の公演。
- 『暴風雨のあと』（額田六福作）、『一事件』（野上弥生子作）、『新朝顔日記』（岡本綺堂作）、『寝台列車』（松居松葉作）、新富座 (1917.4)
- 『新朝顔日記』『寝台列車』『飛行曲』（仲木貞一作）、京都南座 (1917.6)
- 『家門の犠牲』（仲木貞一作）、『飛行曲』/『ひぐらし物語』（澤田正二郎作）、『寝台列車』大阪角座 (1917.7)
- 『深川音頭』（仲木貞一作）、弁天座 (1917.8)
- 『秋の歌』（仲木貞一作）、弁天座 (1917.9)
- 『ひぐらし物語』南座 (1917.10)
- 『時雨小唄』（瀬戸英一作）/ 『曙の太鼓』（佐々木杢郎作）、角座 (1917.11)
- 『安政黒船話』（岡本綺堂作）角座 (1917.12)
- 『花笠獅子』（中原指月・瀬戸英一作）/ 『能因法師』（岡本綺堂作）、弁天座 (1918.1)
- 『嵐光物語』（有松暁衣作）、弁天座 (1918.5)
- 『浅草祭』（有松暁衣作）、弁天座 (1918.6)
- 『金山颪』（行友李風作）/『春告鳥』、弁天座 (1919.1)
- 『月形半平太』（行友李風作）、京都明治座 (1919.4)
- 『月形半平太』弁天座 (1919.6)
- 『小梶丸』（額田六福作）、弁天座 (1919.7)
- 『国定忠治』（行友李風作）、京都明治座 (1919.8)
- 『伊井大老の死』（中村吉蔵作）、浪花座 (1920.7)

この劇は、二代目市川左團次が直前に、歌舞伎座で初演していた。
- 『罪と罰』（坪内士行訳）、『敵討以上』（菊池寛作）、浪花座 (1920.10)
- 『羅馬の使節』（松居松葉作）、『父帰る』（菊池寛作）、浪花座 (1921.3)
- 『わが家』（岡本綺堂作）、『地蔵経由来』（久米正雄作）、『屋上の狂人』（菊池寛作）、『箕輪の心中』（岡本綺堂作）、『嬰児殺し』（山本有三作、『殺陣』（市川升六・澤田正二郎作）、浪花座 (1921.5)
- 『カレーの市民』（カイザー (:Georg Kaiser) 作、新関良三訳）、『父帰る』『国定忠治』/ 『嬰児殺し』『屋上の狂人』月形半平太、明治座 (1921.6)
- 『秦の始皇帝』（灰野正平作）、『大菩薩峠第一篇』（中里介山作）、明治座 (1921.12)
- 『大菩薩峠 第一篇』浪花座 (1922.1)
- 『大菩薩峠 第二篇』、浪花座 (1922.2)
- 『責任者』（中村吉蔵作）、『小梶丸』『社会の礎』（仲木貞一作）/ 『冬木心中』（額田六福作）、『城山の月』（岡本綺堂作）、公園劇場 (1922.11)
- 『大菩薩峠 全三篇』公園劇場 (1923.1 - 3)
- 『地蔵経由来』『勧進帳』『高田馬場』（長田秀雄作）、日比谷公園野外音楽堂 (1923.9.17 - 19)
- 『罪と罰』報知講堂 (1923.12)
- 『折伏の日蓮』（澤田正二郎作）、『震災余譚』（菊池寛作）、『国定忠治』天幕劇場 (1924.1)
- 『松永弾正』（岡栄一郎作）、『狂へる桜花』（藤井真澄作）、『寺田屋騒動』（長田秀雄作）、『安政小唄』（久米正雄作）、再建の演技座 (1924.3)
- 『八代目団十郎』（高安月郊作）、『屋上の狂人』『間新六』（行友李風作）/ 『嬰児殺し』『髭の十三』（中内蝶二作）、『定九郎と勘平』（竹田敏太郎作）、演技座 (1924.4)
- 『国定忠治』『丸橋忠弥』（菊池寛作）、演技座 (1924.5)
- 『月形半平太』『吉田松陰』（松居松翁作）演技座 (1924.7)
- 『十五夜物語』（谷崎潤一郎作、『老後』（中村吉蔵作）、『安中草三』（行友李風作）、演技座 (1924.8)
- 『城山の月』『明暗録』（邦枝完二作）、『岩見重太郎』（菊池寛作）、市村座 (1924.9)
- 『紀伊国屋文左衛門』（小林宗吉作）、『月光の下に』（額田六福作）、『心中熊谷笠』（額田六福作）、『牛と闘ふ男』（中村吉蔵作）/『仮名手本忠臣蔵』（伊原青々園監督）、演技座 (1924.10)
- 『清水次郎長（荒神山）』演技座 (1924.11)
- 『富士に立つ影』（白井喬二作、高田保劇化）、演技座 (1925.1)
- 『織田信長』（森田信義作）、『想思草』（伊藤松雄作）、『次郎長と石松』（三代目神田伯山口演、瀬戸英一脚色）、両国国技館（演技座焼亡救援興行）(1925.1)
- 『孤独の底の日蓮』（藤井真澄作）、『時の氏神』（菊池寛作）、『槍持定助』（岡栄一郎作）、『無籍者』（中村吉蔵作）、『遊蕩児助六』（川村花菱作）、邦楽座 (1925.2)
- 『坂崎出羽守』（山本有三作）、『象使い』（中村吉蔵作）、『国定忠治』、帝国劇場 (1925.8)
- 『カインの末裔』（有島武郎作）、『大塩平八郎』（中村吉蔵作）、『或る署長の死』（倉田百三作）、新橋演舞場 (1925.9)
- 『白野弁十郎』（エドモン・ロスタン作、額田六福翻案）、邦楽座 (1926.1)
- 『富岡先生』（国木田独歩作、真山青果脚色）、『勝者敗者』（広津和郎作）、『次郎吉懺悔』（鈴木泉三郎作）、邦楽座 (1926.5)
- 『敵討以上』『剣』（金子洋文作）、『清水次郎長（荒神山）』邦楽座 (1926.6)
- 『仇討出世譚』（菊池寛作）、『道化役者』（中村吉蔵作）、『次郎長と石松』/ 『牛と闘ふ男』（中村吉蔵作）、『月形半平太』『時の氏神』/ 『コリオレイナス』（シェイクスピア作、坪内逍遙訳）、帝国劇場 (1926.8)
- 『安政小唄』『桶狭間』（巌谷三一作）、『父帰る』『三五大切』（鶴屋南北作、松居松翁補）、邦楽座 (1926.9)
- 『復活』（トルストイ作、島村抱月脚色）、新橋演舞場 (1926.11)
- 『茂林寺の狸』（池田大伍作）、『屋上庭園』（岸田國士作）、『原田甲斐』（村上浪六作、真山青果脚色）、邦楽座 (1927.1)
- 『白野弁十郎』『間新六』帝国劇場 (1927.3)
- 『白野弁十郎』『剣』公演劇場 (1927.3)
- 『桃中軒雲右衛門』（真山青果作）、『切支丹信長』（小山内薫作『国定忠治』/『立春大吉』『藤十郎の恋』（菊池寛作）、『荒神山』市村座 (1927.4)
- 『彰義隊』（真山青果作）、『星亨』（中村吉蔵作）、『髪』（金子洋文作）新橋演舞場 (1927.7)
- 『新撰組』（行友李風作）、『金色夜叉』（川村花菱脚色）、『剣客商売』（ロスタン作、小林宗吉翻案）/ 『金色夜叉』『星亨』『剣』帝国劇場 (1927.8)
- 『相馬大作』（額田六福作）、『青春』（田中総一郎作）、公園劇場 (1927.10)
- 『極付国定忠治』公演劇場 (1928.2)
- 『うるさき人々』（杉村楚人冠作、川村花菱脚本）、『浪人の群』（金子洋文作）、『鬼ヶ島から来た男』（中村吉蔵作）、帝国劇場 (1928.3)
- 『源義朝』（永田衡吉作）、『掏摸の家』（長谷川伸作）、『月形半平太』市村座 (1928.4)
- 『金平化生討』（鎌谷来水作）、『浪人の群』浪花座 (1928.5)
- 『桃中軒雲右衛門』『此村大吉』（額田六福作）、『金平化生討』新橋演舞場 (1928.6)
- 『坂本龍馬』（真山青果作）、『実説伊勢音頭』（田村西男作）帝国劇場 (1928.8)
- 『颶風時代』（真山青果作）、『大隈重信』（中村吉蔵作）、『原敬』（菊池寛作）、『オリンピック』（久米正雄作）、新橋演舞場 (1928.11)
- 『キリスト』（佐藤紅緑作、『沓掛時次郎』（長谷川伸作）、帝国劇場 (1928.12)

『キリスト』は、前年師走、本郷座で失敗した演目の再演。成功。
- 『国定忠治』『赤穂浪士前編』（大佛次郎作、金子洋文脚色）、山手劇場 (1929.1)
- 『沓掛時次郎』『勝者敗者』『赤穂浪士中編』新橋演舞場 (1929.2)

途中から、発病のため休演。

### 映画
- 『懐かしき力』佐々木杢郎監督、松竹蒲田 (1921)
- 『国定忠治』牧野省三監督、東亜キネマ (1925) 共演：久松喜世子
- 『恩讐の彼方に』（菊池寛作）、牧野省三監督、東亜キネマ (1925)
- 『月形半平太』衣笠貞之助監督、聯合映画芸術家協会 (1925) 共演：久松喜世子

## 著書
- 『蛙の放送』人文会出版部 日本エツセイ叢書 9 (1927年)
- 『苦闘の跡』新作社 (1924年) / 柳蛙書房 (1928年) /『日本人の自伝22』平凡社 (1981年) に収録
- 『天明』万朝報社 (1926年)
- 『パチパチ小僧』文藝春秋社出版部 (1927年)

## 演じた俳優
- 辰巳柳太郎：舞台『殺陣師段平』(1949年)
- 市川右太衛門：映画『殺陣師段平』(1950年)
- 河津清三郎：映画『人生とんぼ返り』(1955年)
- 市川雷蔵：映画『殺陣師段平』(1962年)
- 佐藤祐四：舞台『殺陣師段平』(2004年)